# Hyperdiffusionisme
L'hyperdiffusionnisme est une théorie archéologique qui soutient que des civilisations plus anciennes et avancées, avérées ou théoriques, ont eu une influence considérable sur des sociétés plus récentes et éloignées géographiquement. Cette théorie soutient que des idées, technologies et croyances ont été diffusées de peuples plus avancés vers de moins avancés, plutôt que d'être développées indépendamment par les sociétés locales

Plusieurs monuments historiques ou même sites naturels ayant une forme pyramidale ont étayé les théories hyperdiffusionnistes.

L'hyperdiffusionnisme a été populaire au début du XXe siècle mais il est largement rejeté par les archéologues modernes. Les preuves archéologiques et les études culturelles montrent que les sociétés anciennes ont développé leurs propres cultures et technologies de manière indépendante, plutôt que de les recevoir de sociétés étrangères. Les études sur les contacts entre les sociétés montrent que les échanges ont eu lieu, mais ils ont été limités et ont eu un impact moins significatif sur les cultures locales.
Si cette théorie n'a pas été totalement abandonnée dans les cercles académiques, elle y est utilisée de manière critique et avec des nuances. Certains chercheurs utilisent l'hyperdiffusionnisme pour expliquer des similitudes culturelles entre les sociétés éloignées géographiquement mais ils sont conscients des limites de cette théorie et ils utilisent des preuves solides pour étayer leurs affirmations.